# 幸田町
幸田町（こうたちょう）は、愛知県の南部に位置し、額田郡に属する町。

## 概要
額田郡を構成する唯一の自治体であり、9市1町からなる西三河地方唯一の町村である。
中部工業団地をはじめとした多くの工業団地があり、自動車関連産業を中心に製造業が盛んである。

## 地理

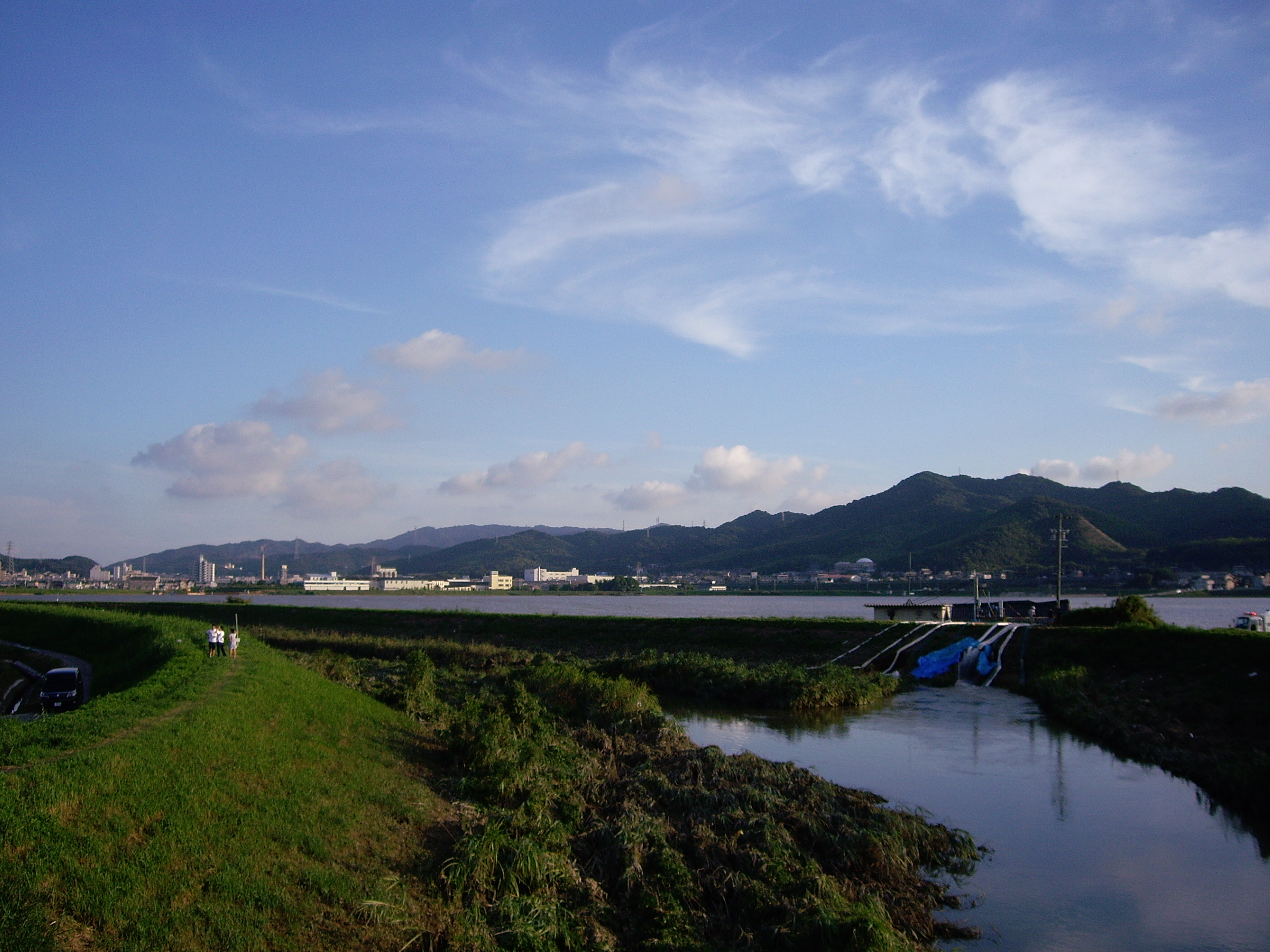
広田川

### 位置
愛知県の西三河地方南部に位置する。東西10.25キロメートル、南北10.55キロメートルで、56.72平方キロメートルの面積を有する。東南にかけて遠望峰山（とぼねやま、標高439メートル）を含む山地、南部の西尾市、蒲郡市との境界には三ヶ根山（標高325.7メートル）を中心とした山地、西部は標高100～350メートルの山地があり、三方を山に囲まれている。町域の大部分は洪積台地。中央部には、町名の由来となった広田川が遠望峰山の源流から北に流れ、西尾市で矢作古川に合流している。東海道本線の西側、東海道新幹線の東側にあたる地域には、かつて菱池（菱池沼）という湖沼があったが、近世以降の新田開発や、1886年（明治19年）の神野金之助による干拓によって消滅した。
基礎地質は、中央構造線に沿って分布している領家変成帯に属し、「領家変成岩類」と「領家花崗岩類」から成っている。表層地質は、中央部から北北西にかけて沖積層が広く堆積。北北西に向かうに従って厚みを増し、北北西に位置する新田地区で15メートルに達する。その他の地域は第三紀以前の地層、岩石類から成る。山地や丘陵部を中心に領家花崗岩類が風化した「風化花崗岩」が広範囲を覆っている。
道路は、南北に国道248号、東西に国道23号が通っており、岡崎市や蒲郡市、西尾市などと結ばれている。鉄道では南北に東海道本線が通り、東西を東海道新幹線が通過する。市街地は、幸田駅周辺から北へかけてと、南西部の三ケ根駅周辺に形成されている。このほかにも、町内各所に集落が見られる。

### 地形

#### 山地
主な山
- 三ヶ根山
- 遠望峰山

#### 河川

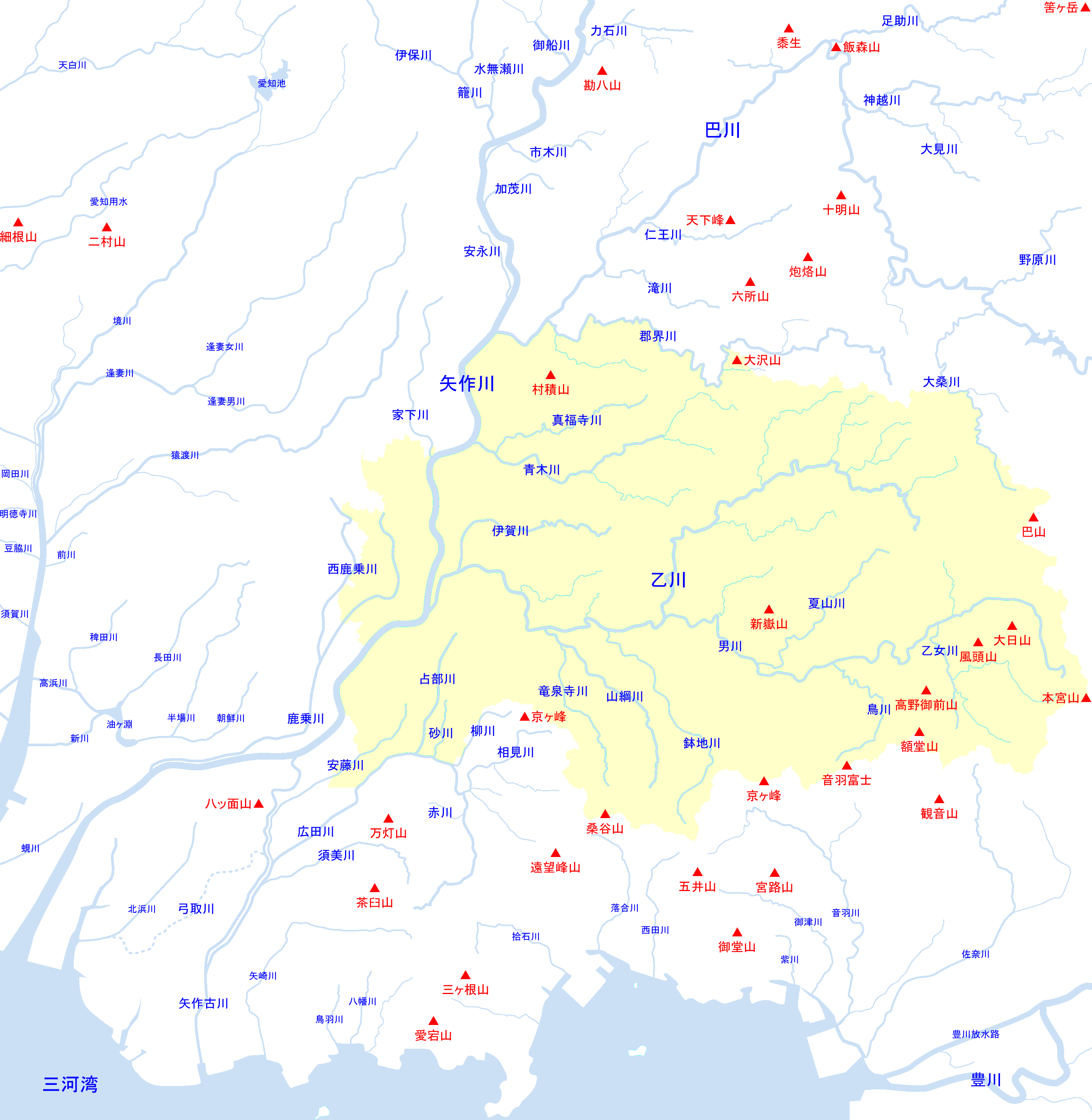
岡崎市周辺の地理

主な川
- 相見川
- 広田川

#### 湖沼
主な池
- 大井池
- 不動ヶ池

#### 断層
主な断層
- 深溝断層

### 地域

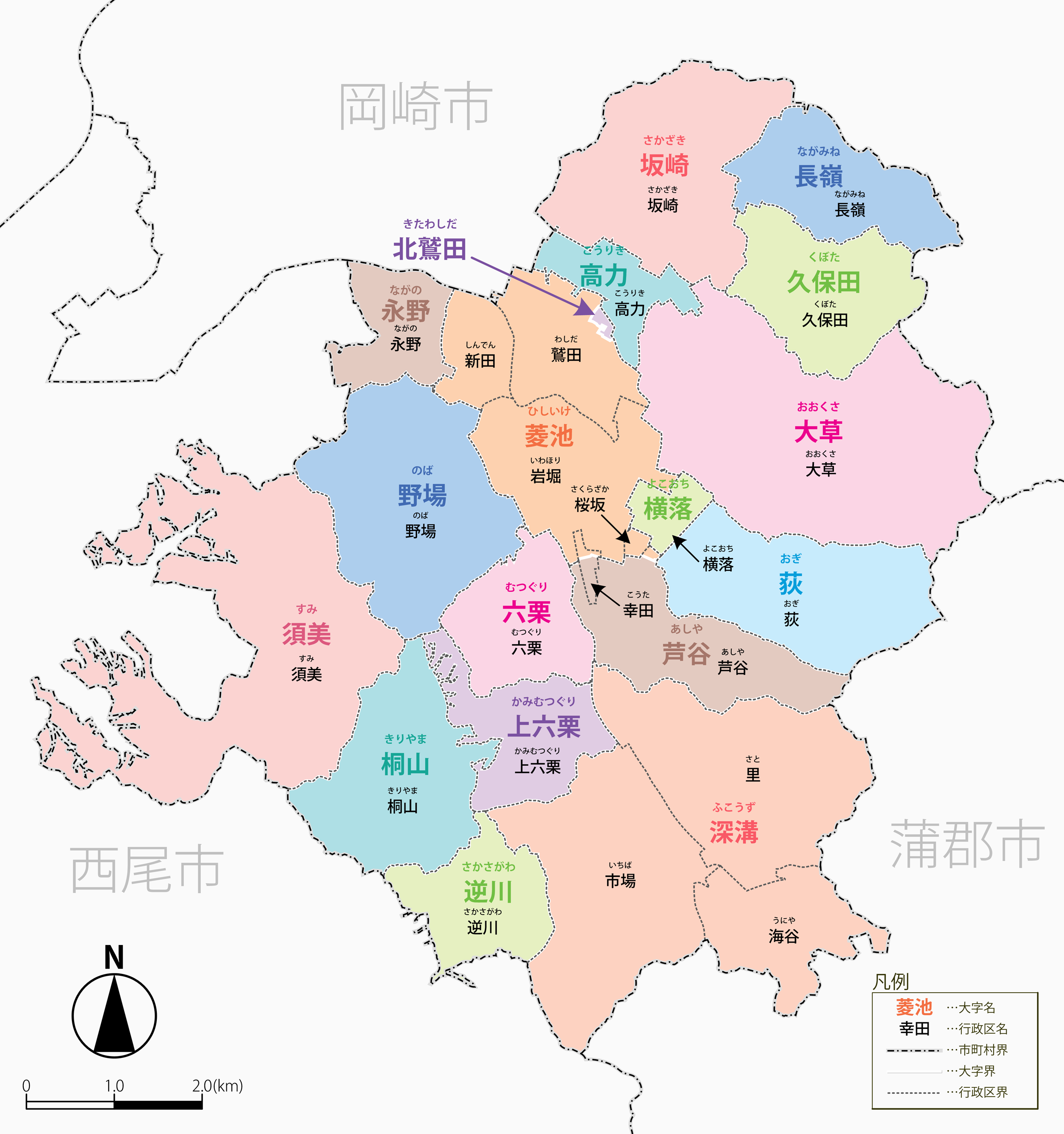
幸田町を構成する大字・行政区（2012年）
2015年に大字北鷲田が廃止となり、高力、菱池の一部とともに大字相見ができた。

市外局番は「0564」（岡崎MA）、郵便番号は「444-01**」となっている。町内全域の集配業務を幸田郵便局が行なっている。ケーブルテレビは蒲郡市に本社を置く三河湾ネットワークの事業エリアとなっている。インターネットは、アイタイネットワークのエリアである。
岡崎市にあるケーブルテレビ会社のミクスネットワークは、インターネット接続とデータ伝送サービスでのみ、町域の一部をサービスエリアとしている。
町内には18の大字がある。このうち上六栗・桐山・逆川・須美・永野・野場・六栗が旧幡豆郡豊坂村に属していた。相見駅周辺の地区は土地区画整理事業により2015年（平成27年）、対象区画が「相見」に変更された。北鷲田が相見に代わり廃止となった。
大字と別に23の行政区が設定されている。基本的に大字と一緒だが、菱池を「岩堀」「桜坂」「新田」「鷲田」、深溝を「里」「市場」「海谷」に分割。菱池と芦谷のうち、幸田駅周辺を「幸田」としている。
大字
- 芦谷（旧深溝村）
- 荻（旧深溝村）
- 深溝（旧深溝村）
- 相見（旧相見村）
- 菱池（旧相見村）
- 横落（旧相見村）
- 大草（旧相見村）
- 高力（旧相見村）
- 坂崎（旧坂崎村）
- 長嶺（旧坂崎村）
- 久保田（旧坂崎村）
- 上六栗（旧豊坂村）
- 桐山（旧豊坂村）
- 逆川（旧豊坂村）
- 野場（旧豊坂村）
- 永野（旧豊坂村）
- 須美（旧豊坂村、1975年に一部が西尾市に編入）
- 六栗（旧豊坂村）

### 人口
| |                                        |  |
| 幸田町と全国の年齢別人口分布（2005年） | 幸田町の年齢・男女別人口分布（2005年） |  |
| ■紫色 ― 幸田町 ■緑色 ― 日本全国 | ■青色 ― 男性 ■赤色 ― 女性              |  |
| 幸田町（に相当する地域）の人口の推移 \| 1970年（昭和45年） \| 20,456人 \| \| \| 1975年（昭和50年） \| 23,448人 \| \| \| 1980年（昭和55年） \| 26,163人 \| \| \| 1985年（昭和60年） \| 28,591人 \| \| \| 1990年（平成2年） \| 31,004人 \| \| \| 1995年（平成7年） \| 32,711人 \| \| \| 2000年（平成12年） \| 33,408人 \| \| \| 2005年（平成17年） \| 35,596人 \| \| \| 2010年（平成22年） \| 37,930人 \| \| \| 2015年（平成27年） \| 39,549人 \| \| \| 2020年（令和2年） \| 42,449人 \| \| |                                        |  |
| 総務省統計局 国勢調査より |                                        |  |
| 1970年（昭和45年） | 20,456人                               |  |
| 1975年（昭和50年） | 23,448人                               |  |
| 1980年（昭和55年） | 26,163人                               |  |
| 1985年（昭和60年） | 28,591人                               |  |
| 1990年（平成2年） | 31,004人                               |  |
| 1995年（平成7年） | 32,711人                               |  |
| 2000年（平成12年） | 33,408人                               |  |
| 2005年（平成17年） | 35,596人                               |  |
| 2010年（平成22年） | 37,930人                               |  |
| 2015年（平成27年） | 39,549人                               |  |
| 2020年（令和2年） | 42,449人                               |  |

### 隣接自治体
愛知県
- 岡崎市
- 西尾市
- 蒲郡市

## 歴史

### 原始・古代

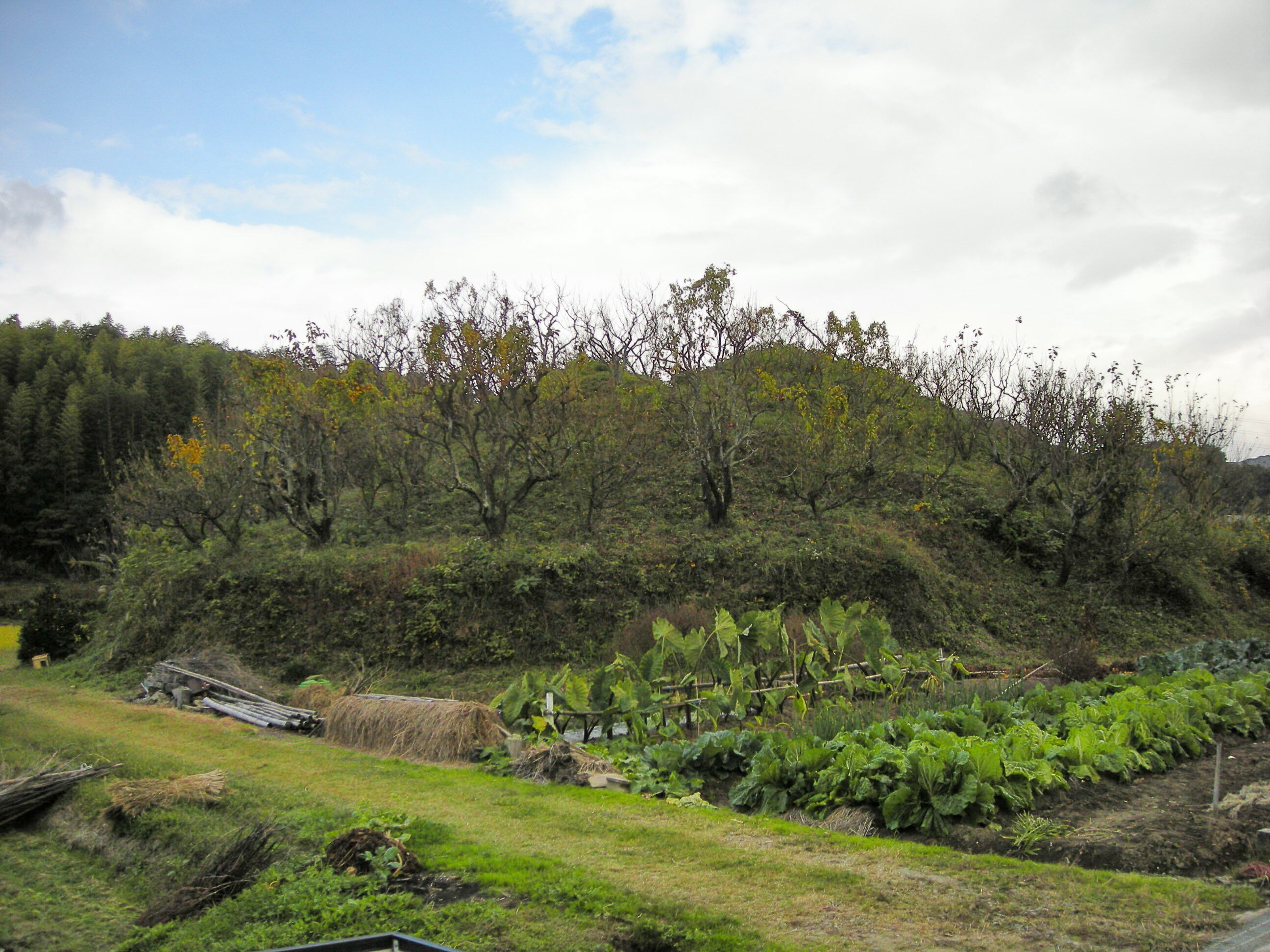
丸山古墳

先土器時代の遺跡は町内にはないが、岡崎市美合町の五本松遺跡があることや西尾市上羽角町で有茎尖頭器が発掘されたことから、周辺では人間の活動があったと考えられている。また、縄文時代については、東光寺遺跡などで石鏃、石棒、縄文土器や貝塚などが発掘されている。その中心は町北東部で、西側は矢作川が入り込み菱池という湖沼があったと考えられている。弥生時代になると、菱池の岸辺と考えられる周辺や東部の内陸部で水田の跡が見られる。灌漑技術の進んでいなかった弥生時代初期に菱池周辺に湿田が作られ、技術の進展とともに高力や大草といった内陸に乾田が作られていったと考えられる。
古墳時代には、古墳が菱池を挟んで東西の丘陵や台地に分布していた。東側は、菱池の東部から町北東部の坂崎・大草といった周辺に集中し、町内で唯一の前方後円墳である青塚古墳がある。一方の西側は、菱池西部から西尾市羽角・野場などにかけて集中し、丸山古墳がある。このことから、菱池を挟んで2つの農業共同体があったと考えられる。また、坂崎、大草、深溝、野場六栗、須美の5ヶ所で古墳時代後期に見られた群集墳の存在が確認されている。
律令制下、町域は三河国額田郡となった。『和名類聚抄』には、額田郡には7つの郷と1つの駅家があったと書かれているが、町内と比定できる所があるか詳しいことは分かっていない。また、荘園の存在を裏付ける史料は見つかっていない。そのなかで唯一確認できるものが、蘇美御厨・蘇美御薗である。これは律令制下で伊勢神宮を経済的に支えた新封戸のひとつで、町西部の須美にあたる。藤原宗忠の『中右記』によれば、角平御厨（現在の西尾市吉良町東部）の一部で、久安元年（1145年）に正式に認められ、南北朝時代の神宮領の記録では外宮領とされていたことが書かれている。

### 中世
建武3年（1336年）、吉良満義が今川氏兼に三河須美保の政所職を与えた。このことから、須美は少なくとも建武3年には武家領となっていたことが分かる。また、平安時代末期から鎌倉・室町時代にかけて、町北東部の久保田を中心に17の窯が作られ、陶器が生産されていたが、室町時代に姿を消した。
戦国時代、蓮如の布教により三河では浄土真宗に改宗する寺院が増えた。町内では、大草の広福寺、菱池の西光寺が天台宗から浄土真宗に改宗している。また、三河三か寺のひとつである上宮寺の『如光弟子帳』には町内の上宮寺下の道場が4ヶ所記載されている。
寛正6年（1465年）、額田郡井口（岡崎市井ノ口町）で同郡南部の小領主が砦を築いて東海道の往来を妨害する事件が起きた。この額田郡牢人一揆には、大場・高力・芦谷といった町内の小領主も参加していた。首謀者の中山中務入道父子と大場次郎左衛門らは、伊勢貞親の被官だった松平信光と戸田宗光に討伐された。松平信光はこれを機に三河の制圧を進め、一族に所領を与えた。町内では、信光の五男・光重を祖とする大草松平家と、五井松平家初代・忠景の二男・忠定を祖とする深溝松平家が生まれた。永禄6年（1563年）に起きた三河一向一揆では、大草松平家の昌久や六栗の夏目次郎左衛門ほか地侍が一揆方として参加する一方、家康方には深溝松平家の伊忠はじめ、天野康景、平岩親吉、高力清長などが付いた。家康方の勝利により、大草松平家は大草の所領を没収された。

### 近世

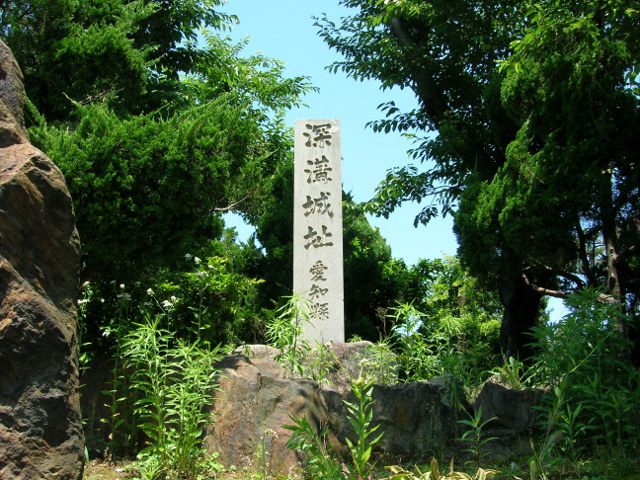
深溝城址

慶長9年（1604年）に行われた検地によれば、町内は額田郡・幡豆郡・宝飯郡にまたがっていたが、寛永19年（1642年）に宝飯郡域だった荻村が額田郡に編入された。また、江戸時代初期に幡豆郡野崎村・上六栗村、額田郡西脇村・北鷲田村が成立した。天正18年（1590年）の徳川家康の関東移封後、吉田城主・池田輝政の家臣である日置忠俊が荻村・深溝村を支配し、残りの村々は岡崎城主の田中吉政が支配していたが、関ヶ原の戦い後に関東に所領を持っていた家康の家臣が再び三河へ転封した。慶長期、六栗村・須美村が板倉重昌領で、荻村・逆川村が形原松平家の松平家信領、永井村・野場村が岡崎藩領、残り10ヶ村が深溝松平家の松平忠利領となった。慶長15年（1610年）に松平正綱が桐山村の領主となり、慶長17年（1612年）には松平忠利の吉田移封にともない10ヶ村が天領となるが、同年にはそのうち荻村が内藤佐七政俊の支配下となった。慶長19年（1614年）に深溝村が板倉重昌、坂崎村が大久保忠教、元和元年（1615年）に大草村が松平忠隆の領地となった。元和4年（1619年）に久保田村が、元和6年（1621年）に岩堀村・高力村・横落村が松平正綱領となり、同年には松平家信の高槻移封で逆川村と荻村が清直へ譲られた。
1624年（寛永元年）、深溝村に深溝藩が立藩し、須美村と六栗村が加わった。寛永16年（1639年）に藩主・板倉重昌の領地の一部を重直が相続し、深溝に陣屋を置いて支配した。また、1625年（寛永2年）に松平正綱が玉縄藩主となり、長嶺村と鷲田村が編入した。慶安元年（1648年）、藩主が信綱に代わると額田郡上地（現・岡崎市上地町）と幡豆郡小牧（現・西尾市吉良町小牧）に陣屋を置いてそれぞれの郡下の領地を支配した。
江戸時代、農作物は毎年のように被害に悩まされ、末期までに30ほどのため池が造成された。また、瓦や酒、油などの製造も行われた。このほか、平坂街道・深溝街道・浜街道などの街道が生まれ、交通が発達した。町域の村々には藤川宿の助郷が課せられていた。菱池では、水運や漁業が行われていたが、江戸時代以降に新田開発が進んだ。この開発にともない、漁業は衰退していき、唯一の排水路である広田川の能力低下などで周辺では水害が増えた。

### 近現代
明治維新後、町域は額田県下となったのちに愛知県下に入った。町域の村々では合併が進み、まず明治5年に開章村と久保田村が合併し、1875年（明治8年）に永井村と野崎村が永野村となり、岩堀村・西脇村・鷲田村が菱池村となった。1888年に市制・町村制が敷かれると、1889年に坂崎村・相見村・深溝村・豊国村・松坂村が誕生した。ところが、1900年に義務教育期間が3年から4年に延長されたことや、日清・日露戦争などの戦役で、各村の村費は3倍近くまで膨れ上がった。そこで、1905年に愛知県が訓令を出して合併の草案を提示、翌年に坂崎村・相見村・深溝村が広田村に、豊国村・松坂村が豊坂村となった。1908年には、広田村に東海道本線の駅が設置された。しかし、広田駅がすでに存在していたため、村議会などは駅名を同音の幸田駅とし、村名も改称することを決定。1909年、広田村から幸田村に改称した。
1882年、乙川が決壊する大水害が発生した。これを機に、県内でも屈指の水害地だった現在の岡崎市南部から幸田町北部にかけての水害軽減のため、相見川が造成された。工事は、同年10月に着工、1883年10月に竣工式が行われた。近世以降の新田開発により水害に悩まされていた菱池でも、1883年に愛知県が広田川改修に着手し、菱池の干拓を行って50町歩余の土地を造成した。土地は神野金之助が払い下げを受けて1886年まで開墾を行い、内藤氏に払い下げてから農民の手に渡った。また、1922年（大正11年）の矢作古川改修を契機に広田川改修が再び議論され、1928年（昭和3年）から1933年にかけて改修が行われた。
戦後、1950年（昭和25年）ごろから市制・町制施行の動きが活発になり、岡崎市でも額田郡内の町村との合併の話が持ち上がった。そこで、幸田村では近隣市への併合時に大字単位で分割されないように町制を敷こうという機運が高まった。当時、額田郡内では福岡町、岩津町についで人口が多くなっていたこともあり、1951年8月9日の村議会で1日も早い町制施行が確認された。同年12月17日の村議会で町制施行が全会一致で採択、1952年1月12日に額田郡幸田村町制施行申請書が愛知県知事に手渡され、3月30日に受理された。また、1953年の町村合併促進法により西隣の幡豆郡豊坂村との合併が議論され、1954年6月2日の合併案が両町村議会に上程されて満場一致で可決した。7月1日に告示され、8月1日に新設合併を行い新制幸田町が誕生した。この時、町名を「こうだ」から「こうた」に改めたが、駅名は改称せず、現在も「こうだ」のままとなっている。
1964年、東海道新幹線が町内に敷かれた。新幹線は幸田駅付近で東海道本線と立体交差しており、建設当時から国鉄に対して駅設置の陳情を行なっていた。後に東海道新幹線新設期成同盟会およびその前身に当たる新幹線国定公園三河駅新設期成同盟会による豊橋 - 名古屋間の新幹線停車駅誘致運動でも幸田は候補にあがったが、線路勾配のきつさなどの地理的条件の悪さ、豊橋寄りであることから選定されず、駅は1988年に安城市に三河安城駅として設置された。
いわゆる平成の大合併の時期に、岡崎市との合併協議が行われたが物別れに終わり、2006年に額田町が岡崎市と合併したため、現在額田郡は幸田町一町のみとなっている。2016年1月より、アイサンテクノロジーと名古屋大学が共同で自動運転車のために町内全域の3D地図の制作を開始し、6月22日には住民約20人を乗せた自動運転車の乗車体験会が開催された。

### 沿革
明治
- 1906年5月1日 - 額田郡坂崎村、相見村、深溝村が合併、額田郡広田村（こうだむら）設置。
- 1906年5月1日 - 幡豆郡豊国村、松坂村が合併、幡豆郡豊坂村設置。
- 1909年7月28日 - 東海道本線幸田駅に合わせ、幸田村に改称。

昭和
- 1952年4月1日 - 町制施行、額田郡幸田町（こうだちょう）となる。
- 1954年8月1日 - 幡豆郡豊坂村と合併、額田郡幸田町（こうたちょう）となる。※ただし、幸田町例規集内、町村の配置分合によると、読みは「こうたまち」となっている。[39]
- 1959年7月14日 - 町章制定。
- 1967年3月20日 - 東海道本線三ケ根駅開業。
- 1972年4月1日 - 愛知県立幸田高等学校開校。
- 1972年8月1日 - 岡崎額田地区広域市町村圏設定。
- 1976年9月10日 - 幸田町消防本部・消防署発足。
- 1982年1月14日 - 町民憲章制定。
- 1985年11月3日 - 幸田町役場新庁舎竣工。

平成
- 1995年12月26日 - 幸田の三河萬歳が国の重要無形民俗文化財に指定される。
- 1996年1月5日 - 幸田町立図書館開館。
- 2002年4月1日 - 桜坂区を新設、行政区が23となる。

| 明治22年以前 | 明治22年以前 | 明治22年以前 | 明治22年10月1日 | 明治23年 - 明治45年        | 明治23年 - 明治45年         | 大正1年 - 大正15年 | 昭和1年 - 昭和64年         | 昭和1年 - 昭和64年                                                         | 平成1年 - 平成31年 | 令和1年 - 現在 |
| ------------ | ------------ | ------------ | --------------- | -------------------------- | --------------------------- | ------------------ | -------------------------- | -------------------------------------------------------------------------- | ------------------ | -------------- |
| 額 田 郡     | 坂崎村       | 坂崎村       | 坂崎村          | 明治39年5月1日 合併 広田村 | 明治41年7月28日 改称 幸田村 | 幸田村             | 昭和27年4月1日 町制 幸田町 | 昭和29年8月1日 合併 額田郡幸田町 （読みを 「こうだ」 → 「こうた」 に変更） | 幸田町             | 幸田町         |
| 額 田 郡     | 深構村       | 深構村       | 深溝村          | 明治39年5月1日 合併 広田村 | 明治41年7月28日 改称 幸田村 | 幸田村             | 昭和27年4月1日 町制 幸田町 | 昭和29年8月1日 合併 額田郡幸田町 （読みを 「こうだ」 → 「こうた」 に変更） | 幸田町             | 幸田町         |
| 額 田 郡     | 大草村       | 大草村       | 相見村          | 明治39年5月1日 合併 広田村 | 明治41年7月28日 改称 幸田村 | 幸田村             | 昭和27年4月1日 町制 幸田町 | 昭和29年8月1日 合併 額田郡幸田町 （読みを 「こうだ」 → 「こうた」 に変更） | 幸田町             | 幸田町         |
| 額 田 郡     | 北鷲田村     |              | 相見村          | 明治39年5月1日 合併 広田村 | 明治41年7月28日 改称 幸田村 | 幸田村             | 昭和27年4月1日 町制 幸田町 | 昭和29年8月1日 合併 額田郡幸田町 （読みを 「こうだ」 → 「こうた」 に変更） | 幸田町             | 幸田町         |
| 額 田 郡     | 鷲田村       | 菱池村       | 相見村          | 明治39年5月1日 合併 広田村 | 明治41年7月28日 改称 幸田村 | 幸田村             | 昭和27年4月1日 町制 幸田町 | 昭和29年8月1日 合併 額田郡幸田町 （読みを 「こうだ」 → 「こうた」 に変更） | 幸田町             | 幸田町         |
| 額 田 郡     | 岩堀村       | 菱池村       | 相見村          | 明治39年5月1日 合併 広田村 | 明治41年7月28日 改称 幸田村 | 幸田村             | 昭和27年4月1日 町制 幸田町 | 昭和29年8月1日 合併 額田郡幸田町 （読みを 「こうだ」 → 「こうた」 に変更） | 幸田町             | 幸田町         |
| 額 田 郡     | 西脇村       | 菱池村       | 相見村          | 明治39年5月1日 合併 広田村 | 明治41年7月28日 改称 幸田村 | 幸田村             | 昭和27年4月1日 町制 幸田町 | 昭和29年8月1日 合併 額田郡幸田町 （読みを 「こうだ」 → 「こうた」 に変更） | 幸田町             | 幸田町         |
| 額 田 郡     | 横落村       |              | 相見村          | 明治39年5月1日 合併 広田村 | 明治41年7月28日 改称 幸田村 | 幸田村             | 昭和27年4月1日 町制 幸田町 | 昭和29年8月1日 合併 額田郡幸田町 （読みを 「こうだ」 → 「こうた」 に変更） | 幸田町             | 幸田町         |
| 額 田 郡     | 高力村       |              | 相見村          | 明治39年5月1日 合併 広田村 | 明治41年7月28日 改称 幸田村 | 幸田村             | 昭和27年4月1日 町制 幸田町 | 昭和29年8月1日 合併 額田郡幸田町 （読みを 「こうだ」 → 「こうた」 に変更） | 幸田町             | 幸田町         |
| 幡 豆 郡     | 桐山村       | 桐山村       | 豊国村          | 明治39年5月1日 合併 豊坂村 | 明治39年5月1日 合併 豊坂村  | 豊坂村             | 豊坂村                     | 昭和29年8月1日 合併 額田郡幸田町 （読みを 「こうだ」 → 「こうた」 に変更） | 幸田町             | 幸田町         |
| 幡 豆 郡     | 逆川村       |              | 豊国村          | 明治39年5月1日 合併 豊坂村 | 明治39年5月1日 合併 豊坂村  | 豊坂村             | 豊坂村                     | 昭和29年8月1日 合併 額田郡幸田町 （読みを 「こうだ」 → 「こうた」 に変更） | 幸田町             | 幸田町         |
| 幡 豆 郡     | 上六栗村     |              | 豊国村          | 明治39年5月1日 合併 豊坂村 | 明治39年5月1日 合併 豊坂村  | 豊坂村             | 豊坂村                     | 昭和29年8月1日 合併 額田郡幸田町 （読みを 「こうだ」 → 「こうた」 に変更） | 幸田町             | 幸田町         |
| 幡 豆 郡     | 六栗村       | 六栗村       | 松坂村          | 明治39年5月1日 合併 豊坂村 | 明治39年5月1日 合併 豊坂村  | 豊坂村             | 豊坂村                     | 昭和29年8月1日 合併 額田郡幸田町 （読みを 「こうだ」 → 「こうた」 に変更） | 幸田町             | 幸田町         |
| 幡 豆 郡     | 永井村       | 永野村       | 松坂村          | 明治39年5月1日 合併 豊坂村 | 明治39年5月1日 合併 豊坂村  | 豊坂村             | 豊坂村                     | 昭和29年8月1日 合併 額田郡幸田町 （読みを 「こうだ」 → 「こうた」 に変更） | 幸田町             | 幸田町         |
| 幡 豆 郡     | 野崎村       | 永野村       | 松坂村          | 明治39年5月1日 合併 豊坂村 | 明治39年5月1日 合併 豊坂村  | 豊坂村             | 豊坂村                     | 昭和29年8月1日 合併 額田郡幸田町 （読みを 「こうだ」 → 「こうた」 に変更） | 幸田町             | 幸田町         |
| 幡 豆 郡     | 須美村       |              | 松坂村          | 明治39年5月1日 合併 豊坂村 | 明治39年5月1日 合併 豊坂村  | 豊坂村             | 豊坂村                     | 昭和29年8月1日 合併 額田郡幸田町 （読みを 「こうだ」 → 「こうた」 に変更） | 幸田町             | 幸田町         |
| 幡 豆 郡     | 野場村       |              | 松坂村          | 明治39年5月1日 合併 豊坂村 | 明治39年5月1日 合併 豊坂村  | 豊坂村             | 豊坂村                     | 昭和29年8月1日 合併 額田郡幸田町 （読みを 「こうだ」 → 「こうた」 に変更） | 幸田町             | 幸田町         |

## 行政

### 町長
- 町長：成瀬敦（2018年5月27日就任、1期目、元副町長）

| 代  | 名前       | 就任日        | 退任日        | 備考            |
| --- | ---------- | ------------- | ------------- | --------------- |
| 1代 | 本多伴吉   | 1954年8月30日 | 1958年8月29日 | 1期             |
| 2代 | 本田桂     | 1958年8月30日 | 1966年8月29日 | 1期             |
| 3代 | 加藤泉     | 1966年8月30日 | 1974年8月29日 | 2期             |
| 4代 | 神本徳市   | 1974年8月30日 | 1978年8月29日 | 1期             |
| 5代 | 磯部光雄   | 1978年8月30日 | 1986年8月29日 | 2期             |
| 6代 | 大浦猶之   | 1986年8月30日 | 1998年8月29日 | 3期             |
| 7代 | 近藤徳光   | 1998年8月30日 | 2010年8月29日 | 3期             |
| 8代 | 大須賀一誠 | 2010年8月30日 | 2018年4月4日  | 2期目途中に死去 |
| 9代 | 成瀬敦     | 2018年5月27日 | 在任中        | 1期目現職       |

### 財政
工業団地の誘致等により安定した財源を確保できたことから財政は豊かで、2016年度の財政力指数は1.06だった。また、経常収支比率（2016年度）は84.8%と高い水準にある。歳入が歳出を上回る黒字決算が続いているものの、2016年度の実質公債費比率は6.5%と県平均の2.8%を上回っている。
2019年度（平成31年度）当初予算案は以下のとおり。
| 会計名   | 予算額         | 前年度対比                   |
| -------- | -------------- | ---------------------------- |
| 一般会計 | 164億6,000万円 | 6.1％増                      |
| 特別会計 | 64億3,804万円  | （会計移動があり昨年比なし） |
| 企業会計 | 22億8,798万円  | （会計移動があり昨年比なし） |
| 全会計   | 251億8,602万円 | 6.4％増                      |

### 広域行政
岡崎額田広域行政圏に所属し、主に岡崎市と広域行政を行っているが、一部の事業（斎場）は蒲郡市と行っている。

#### 保健所
- 愛知県西尾保健所の管轄となっている。もとは岡崎保健所の管轄であったが岡崎市の中核市移行に伴い、西尾保健所に移管された。

#### 斎場
- 蒲郡市斎場を蒲郡市と共同で運営している。

## 議会

### 県議会
2023年愛知県議会議員選挙
- 選挙区：岡崎市及び額田郡選挙区
- 定数：5人
- 投票日：2023年4月9日
- 当日有権者数：338,651人
- 投票率：37.80％（岡崎市37.08％、幸田町44.63％）

| 候補者名 | 当落 | 年齢 | 所属党派   | 新旧別 | 得票数   |
| -------- | ---- | ---- | ---------- | ------ | -------- |
| 中根義高 | 当   | 50   | 自由民主党 | 現     | 31,512票 |
| 鈴木雅登 | 当   | 52   | 立憲民主党 | 現     | 23,844票 |
| 山口健   | 当   | 54   | 無所属     | 現     | 22,834票 |
| 園山康男 | 当   | 58   | 無所属     | 現     | 20,009票 |
| 新海正春 | 当   | 71   | 自由民主党 | 現     | 19,659票 |
| 近藤潔   | 落   | 56   | 参政党     | 新     | 7,086票  |

2019年愛知県議会議員選挙
- 選挙区：岡崎市及び額田郡選挙区
- 定数：5人
- 投票日：2019年4月7日
- 当日有権者数：340,330人（岡崎市307,951人、幸田町32,379人）[41]
- 投票率：39.44％（岡崎市38.81％、幸田町45.46％）[41]

| 候補者名   | 当落 | 年齢 | 党派名     | 新旧別 | 得票数   |
| ---------- | ---- | ---- | ---------- | ------ | -------- |
| 中根義高   | 当   | 46   | 自由民主党 | 現     | 32,373票 |
| 西久保長史 | 当   | 64   | 無所属     | 現     | 26,420票 |
| 新海正春   | 当   | 67   | 自由民主党 | 現     | 20,556票 |
| 園山康男   | 当   | 54   | 無所属     | 現     | 18,561票 |
| 鈴木雅登   | 当   | 48   | 無所属     | 現     | 16,717票 |
| 木全昭子   | 落   | 70   | 日本共産党 | 新     | 12,207票 |
| 横山あゆ美 | 落   | 58   | 諸派       | 新     | 4,887票  |

2015年愛知県議会議員選挙
- 選挙区：岡崎市及び額田郡選挙区
- 定数：5人
- 投票日：2015年4月12日
- 当日有権者数：325,138人（岡崎市295,159人、幸田町29,979人）[42]
- 投票率：39.42％（岡崎市38.74％、幸田町46.13％）[42]

| 候補者名   | 当落 | 年齢 | 党派名     | 新旧別 | 得票数   |
| ---------- | ---- | ---- | ---------- | ------ | -------- |
| 西久保長史 | 当   | 60   | 民主党     | 現     | 28,809票 |
| 中根義高   | 当   | 42   | 自由民主党 | 現     | 25,105票 |
| 園山康男   | 当   | 50   | 維新の党   | 元     | 17,926票 |
| 新海正春   | 当   | 63   | 自由民主党 | 新     | 17,683票 |
| 鈴木雅登   | 当   | 44   | 維新の党   | 現     | 17,080票 |
| 梅村順一   | 落   | 56   | 自由民主党 | 新     | 16,605票 |
| 楢原伸一   | 落   | 59   | 無所属     | 新     | 2,265票  |

### 衆議院
- 選挙区：愛知14区（豊川市、蒲郡市、新城市、額田郡、北設楽郡）
- 任期：2024年10月27日 - 2028年10月26日
- 投票日：2024年10月27日
- 当日有権者数：289,546人[43]
- 投票率：58.30％

| 当落 | 候補者名   | 年齢 | 所属党派   | 新旧別 | 得票数   | 重複 |
| ---- | ---------- | ---- | ---------- | ------ | -------- | ---- |
| 当   | 今枝宗一郎 | 40   | 自由民主党 | 前     | 90,334票 | ○    |
| 比当 | 大嶽理恵   | 47   | 立憲民主党 | 新     | 64,763票 | ○    |
|      | 浅尾大輔   | 54   | 日本共産党 | 新     | 9,970票  |      |

## 施設

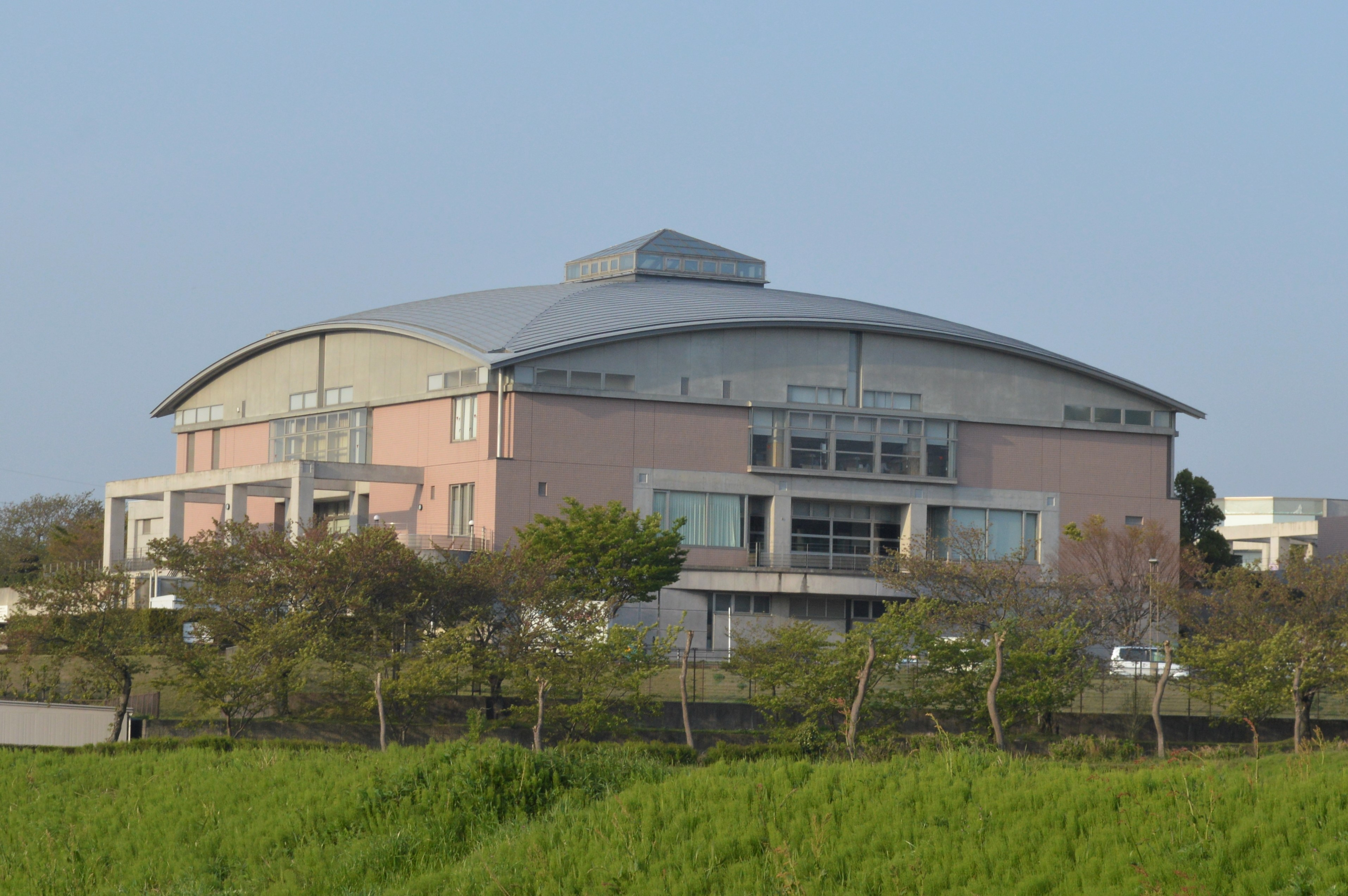
幸田町立図書館

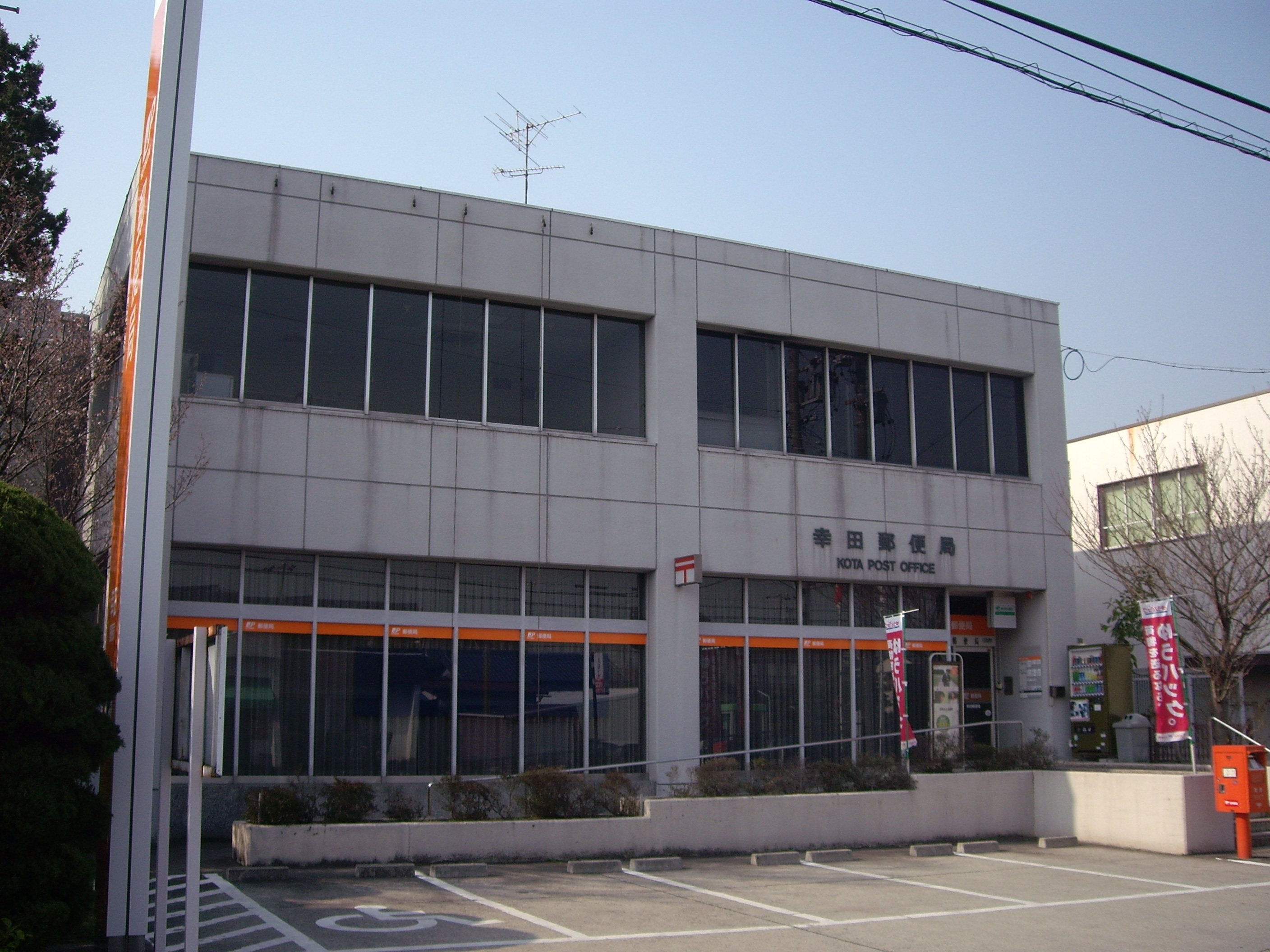
幸田郵便局

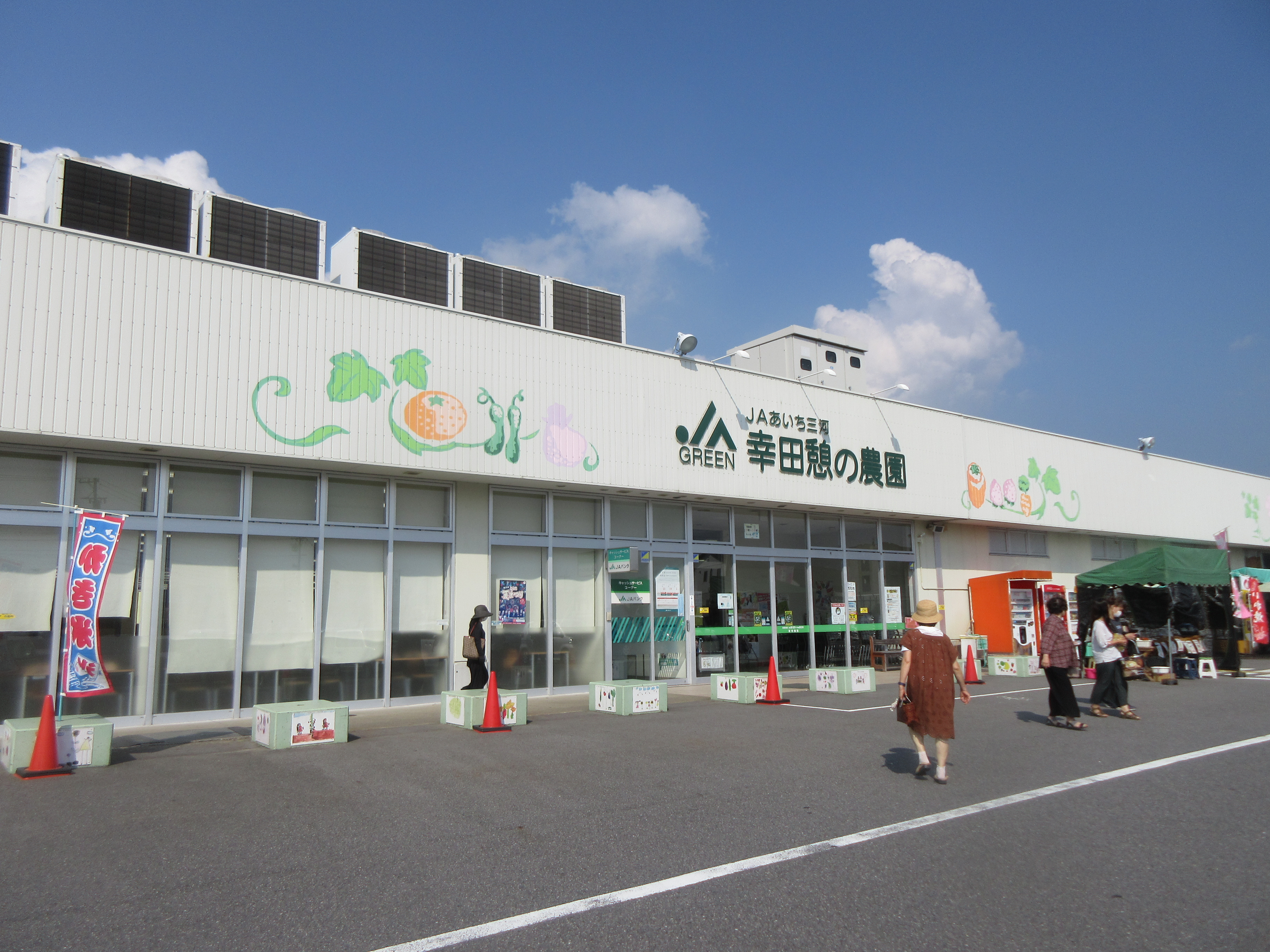
幸田憩の農園

### 警察
本部
- 愛知県警察 岡崎警察署

交番
- 幸田交番（額田郡幸田町大字芦谷）

駐在所
- 坂崎警察官駐在所（額田郡幸田町大字坂崎）
- 深溝警察官駐在所（額田郡幸田町大字深溝）
- 野場警察官駐在所（額田郡幸田町大字野場）

### 消防
本部
- 幸田町消防本部

消防署
- 幸田町消防署

### 郵便局
主な郵便局
- 幸田郵便局

### 図書館
主な図書館
- 幸田町立図書館

### 文化施設
- ハッピネス・ヒル・幸田 - 幸田町民会館、幸田町立図書館、幸田町民プールの3施設からなる。
  - 幸田町立図書館が開館する以前は、1977年10月に開設された幸田町立文庫があった[44]。1996年1月5日、ハッピネス・ヒル・幸田に幸田町立図書館が開館した[44]。建設費は8億9610万円である[44]。延床面積は2,970.67m2であり、蔵書収容能力は17万冊[44]。1997年4月には岡崎・額田地区広域市町村圏（岡崎市・幸田町・額田町）で広域相互直接貸出を開始した[44]。2002年7月には貸出可能者を蒲郡市・西尾市・吉良町・幡豆町在住者に拡大した[44]。2010年には愛知工科大学附属図書館と相互協力に関する協定書を締結した[44]。2011年4月には子どもの読書活動優秀実践図書館として文部科学大臣表彰を受けた[44]。2015年度末の蔵書数は211,779点であり、2015年度の貸出数は366,402点[44]。

## 対外関係

### 姉妹都市・提携都市

#### 海外
提携都市
- シェムリアップ州（カンボジア王国）
  - 2010年（平成22年）「友好に関する覚書」締結。

2005年日本国際博覧会（愛知万博）の際、県内の市町村が120の万博公式参加国をそれぞれ「一市町村一国フレンドシップ事業」の相手国として迎え入れ、幸田町はカンボジアを選定。万博後も交流が続けられ、2009年に幸田ライオンズクラブが建設支援を行ったトラキエット小学校の所在するシェムリアップ州と覚書を結んだ。

#### 国内
姉妹都市
- 島原市（九州地方 長崎県）
  - 2017年（平成29年）10月11日 姉妹都市提携締結。

島原の乱で幕府派遣軍の上使を深溝藩主板倉重昌が務めたほか、1669年から深溝松平家の当主が島原藩主となるなど、交流が深かったことから、町として初めて姉妹都市を締結した。

## 経済
自動車工業を中心に製造業が盛んで、製造品出荷額等は1兆5028億円（2014年）である。

### 第一次産業

#### 農業

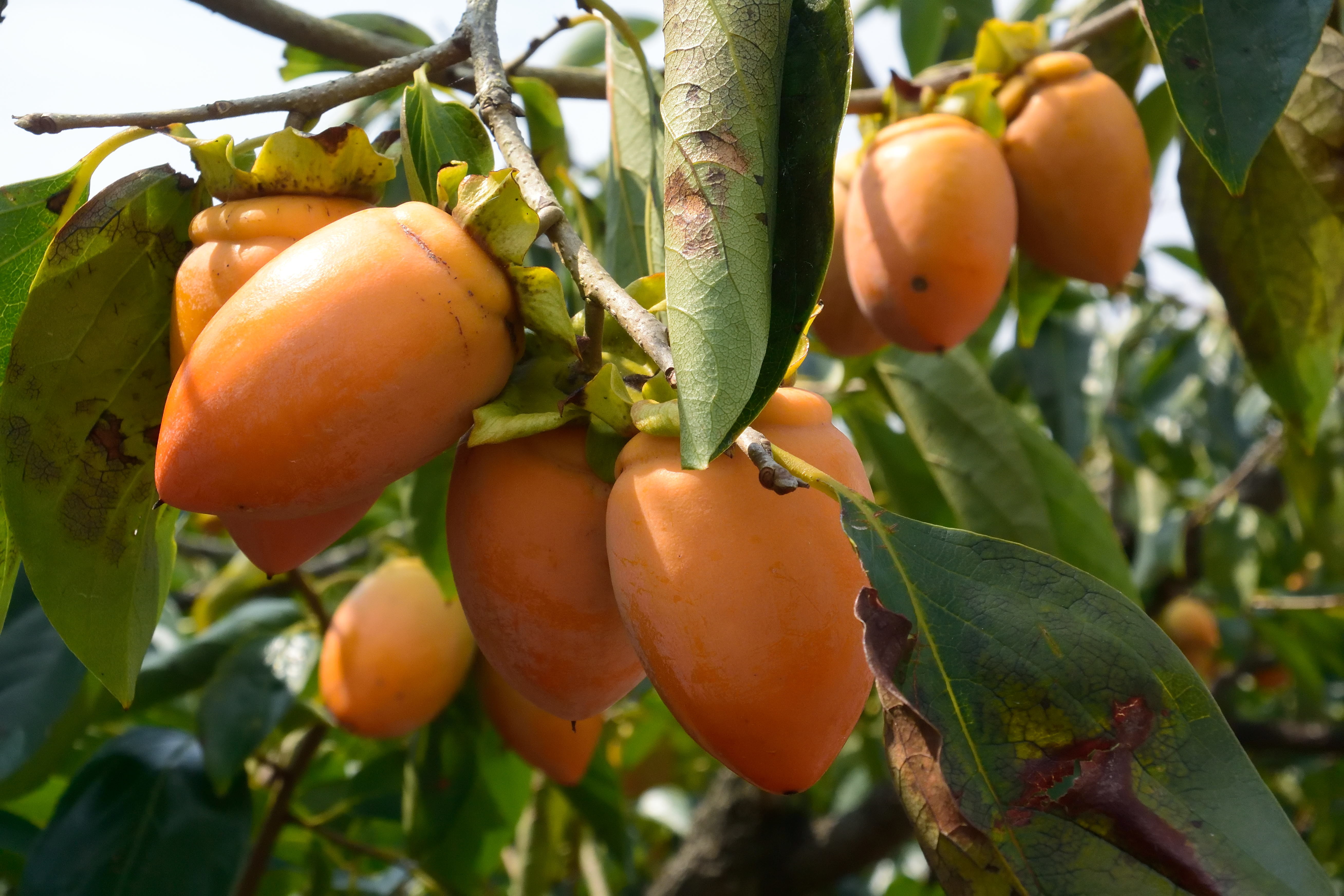
幸田町で栽培されている筆柿

農業では特産品の筆柿やハウス栽培のイチゴが有名で、筆柿は全国の生産量の95%を幸田町が占めている。
広田川を中心とした平地部では、水稲を中心にムギ、ダイズなどを生産。町北部と南西部の丘陵地では、筆柿の他、ミカン、ブドウなどの果樹栽培が行われている。イチゴやナスの施設園芸農業も行われている。2013年の出荷生産額はイチゴが5億2200万円、カキが1億8300万円（うち筆柿が1億7900万円）、水稲が2億500万円。
2010年の農家数は1,041戸と、1970年の2,017戸から半減。農業就業人口も4分の1以下の813人になっている。
農業組合
- あいち三河農業協同組合（JAあいち三河）
  - 岡崎市に本店を置くあいち三河農業協同組合のエリア。同農協は1999年、町域をエリアとする幸田町農協が、岡崎市農協、額田町農協と合併して誕生した。

### 第二次産業

#### 工業
町内には5ヶ所の工業団地があり、デンソーやソニーグローバルマニュファクチャリング&オペレーションズなどの工場が置かれている。また、地域高規格道路である名豊道路（国道23号）の開通に伴い、須美地区で2008年に須美工業団地、2009年に須美南山工業団地の造成が始まった。
近現代の工業は、1934年（昭和9年）に設置された愛知紡績の工場にさかのぼる。工場は1936年（昭和11年）に呉羽紡績となるが、1942年（昭和17年）には大日本兵器に買収され、豊川海軍工廠から受注した海軍航空機用の機関銃を製造した。戦後、大日本兵器は日平産業となるが、工場がほとんど無傷だったことから、岐阜工場の代替工場を探していた三菱化成工業（財閥解体による旧・三菱レイヨンを経て、現・三菱ケミカル）の目に留まり、1946年（昭和21年）から復元工事を順次開始し、同年10月に8,000錘で操業を始めた。三菱レイヨンに改称した1952年（昭和27年）には8万錘にまでなった。
1959年（昭和34年）、「工場建設奨励に関する条例」が施行され、1970年（昭和45年）までの期限で工場誘致が図られた。しかし、1968年（昭和43年）頃まで進出してくるのは三菱レイヨンの系列会社ばかりだった。同時期、愛知県企業局が内陸工業団地形成など第三次建設計画を構想し、国道248号のバイパスが整備されていた幸田町に工業団地が置かれることとなった。1968年3月、愛知県内陸工業団地幸田地区（駅西工業団地）が整備され、1969年（昭和44年）の千代田カートン（現・王子コンテナー）を皮切りに4社が操業した。また、同年9月に坂崎地区も整備され、ソニー幸田（現・ソニーグローバルマニュファクチャリング&オペレーションズ幸田サイト）など3社が操業を開始した。さらに1986年（昭和61年）、中部工業団地の造成が完了し、1987年（昭和62年）に日本電装（現・デンソー）幸田製作所が置かれた。また、1991年（平成3年）には長嶺工業団地が造成された。一方で、三菱レイヨンは1998年（平成10年）に操業を停止した。

### 第三次産業

#### 商業
2009年（平成21年）に愛知県が行った調査によると、隣接する岡崎市の商圏に属する。買回り品の購買率は岡崎市に72.3%が流出しており、町内は9.3%と商業基盤が著しく低い。2014年の卸売業、小売業の年間商品販売額は386億200万円（うち、卸売業が110億8800万円、小売業が271億3400万円）となっている。
町内は人口増加に伴い、スーパーマーケットの進出が進んでおり、ピアゴ、ドミー、マックスバリュ、フィール、オークワなどが出店。相見駅周辺では土地区画整理事業により、2010年、マックスバリュやエディオンなどを核とする近隣型ショッピングセンター「カメリアガーデン幸田」が開業した。

### 拠点を置く企業
- 新東工業幸田事業所
- ソニーグローバルマニュファクチャリング&オペレーションズ幸田サイト
- デンソー幸田製作所
- 三菱ケミカル・クリンスイ幸田製造部
- パナソニック エコソリューションズ住宅設備幸田工場
- フタバ産業幸田工場
- ブリストル・マイヤーズ スクイブ愛知工場
- エアウィーヴ本店

## 教育

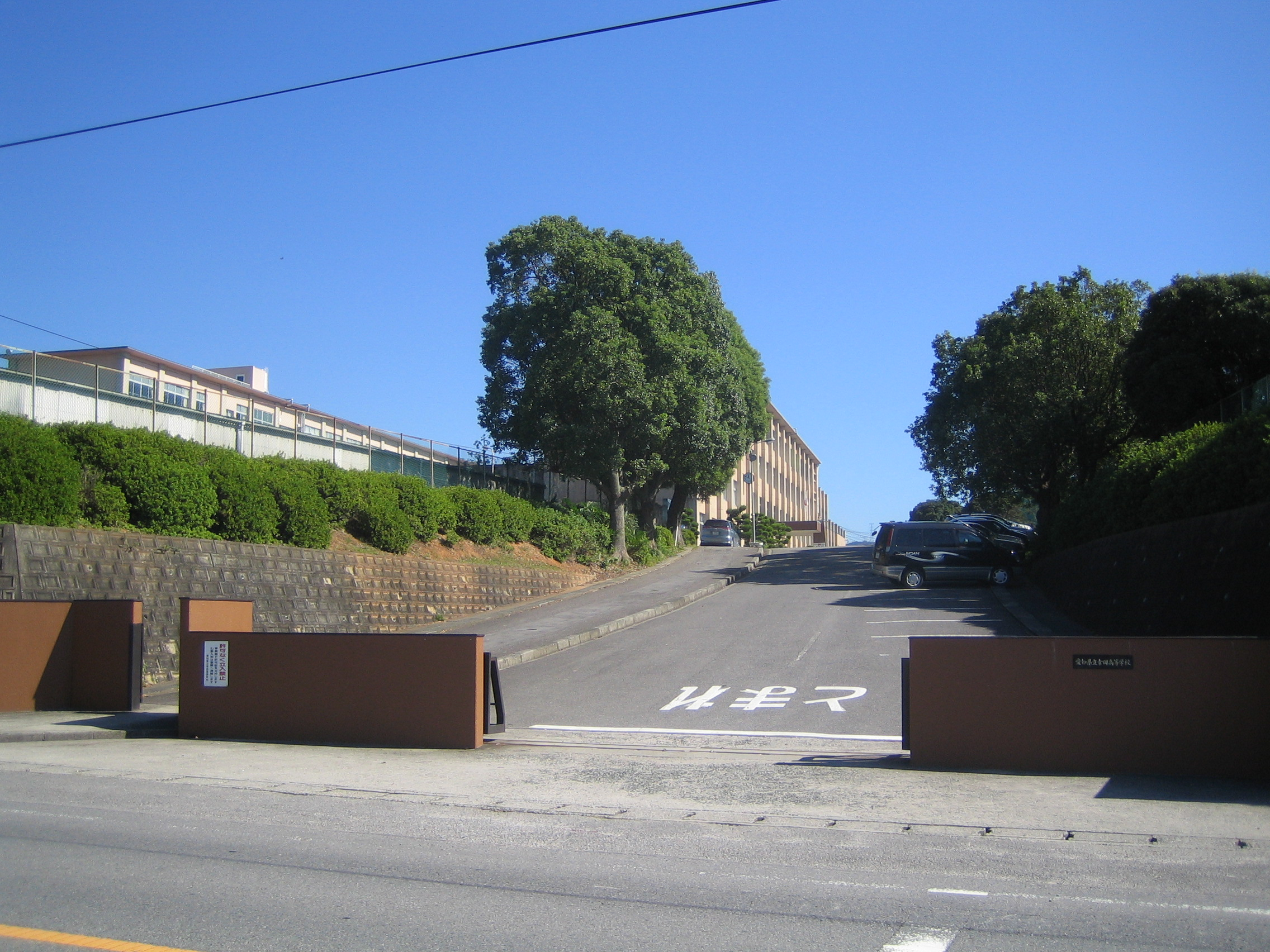
愛知県立幸田高等学校

### 高等学校
県立
- 愛知県立幸田高等学校

### 中学校
町立
- 幸田町立幸田中学校
- 幸田町立南部中学校
- 幸田町立北部中学校

### 小学校
町立
- 幸田町立坂崎小学校
- 幸田町立幸田小学校
- 幸田町立中央小学校
- 幸田町立荻谷小学校
- 幸田町立深溝小学校
- 幸田町立豊坂小学校

## 交通

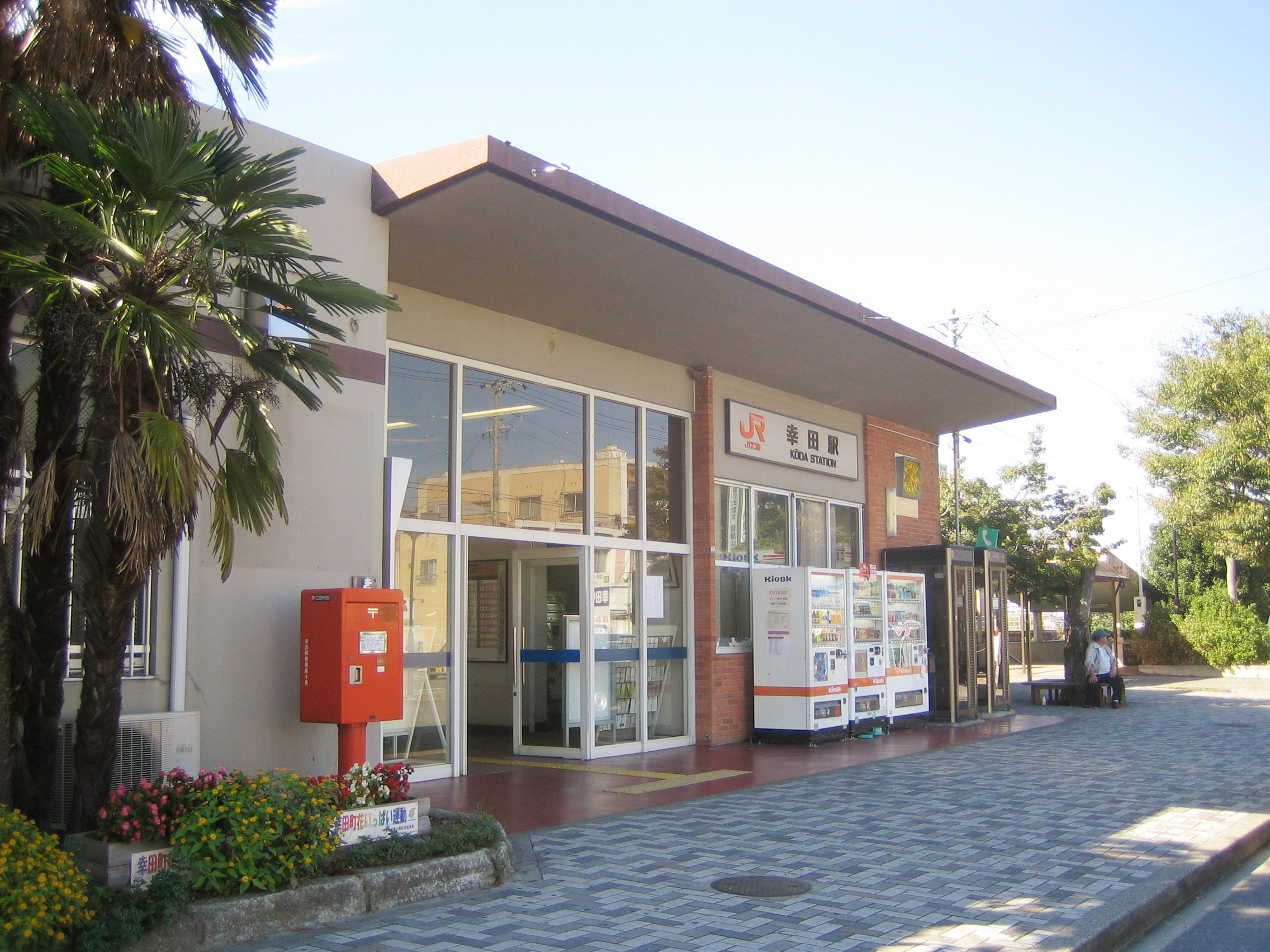
幸田駅

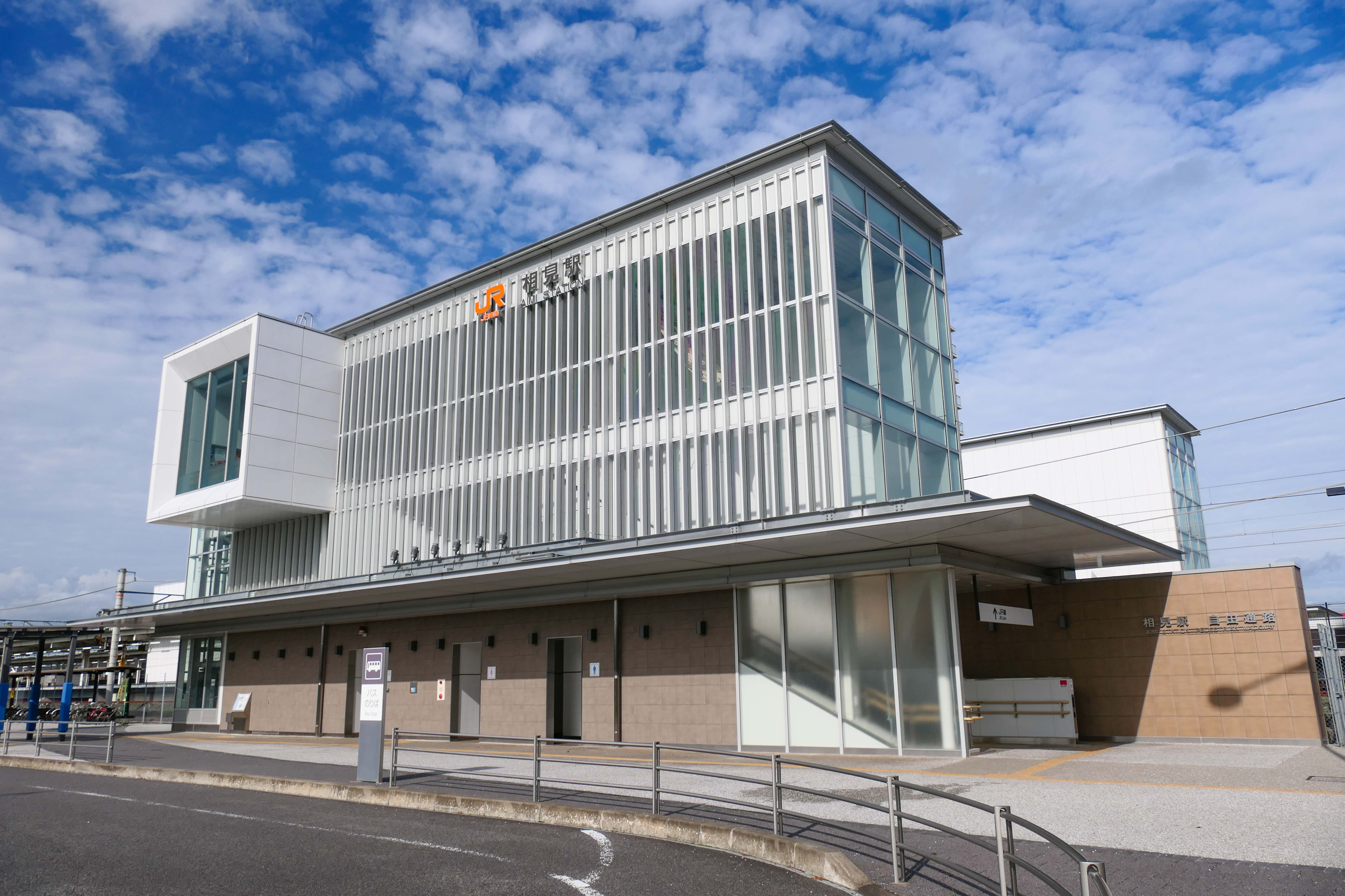
相見駅

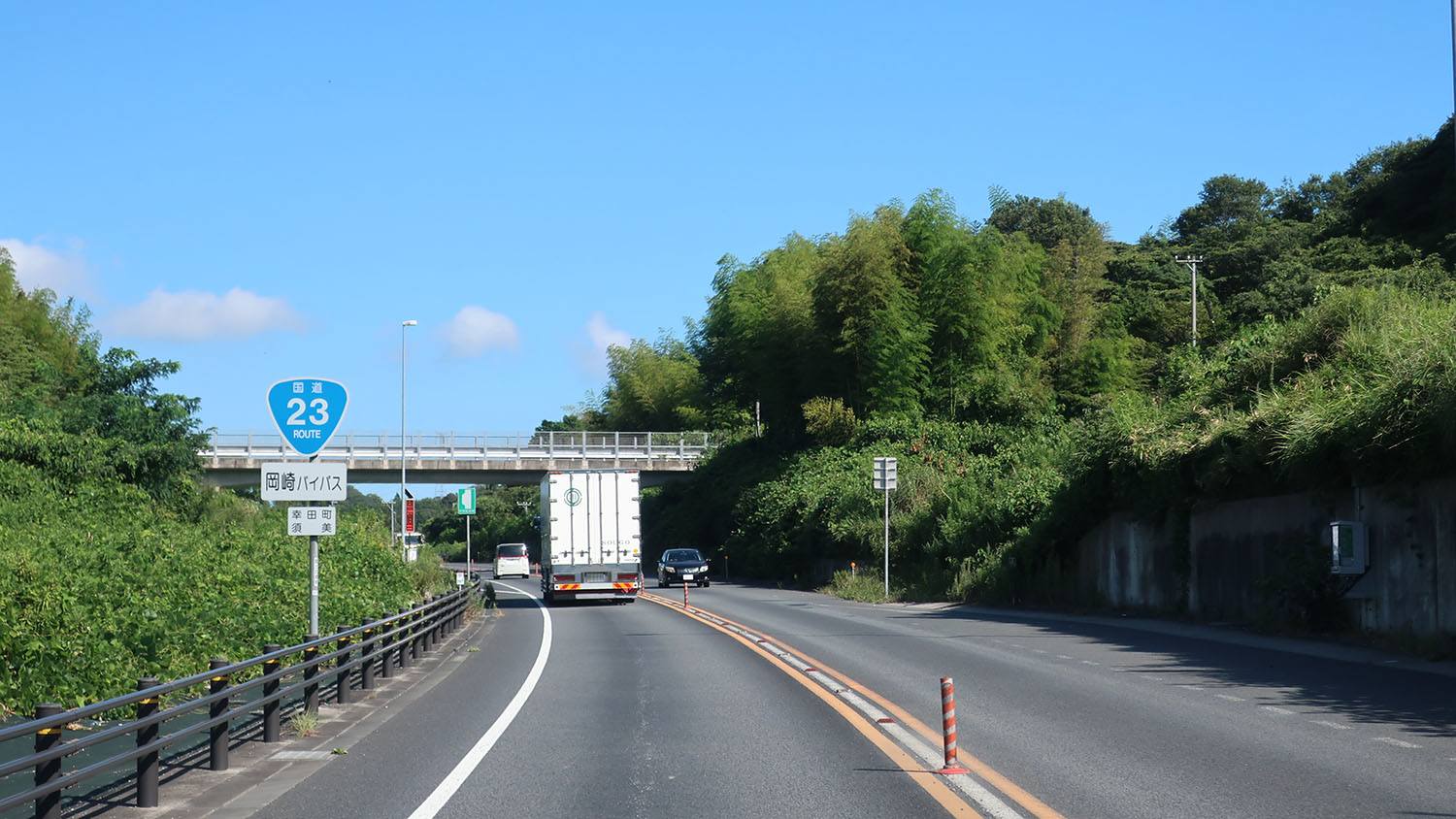
町内を通る国道23号

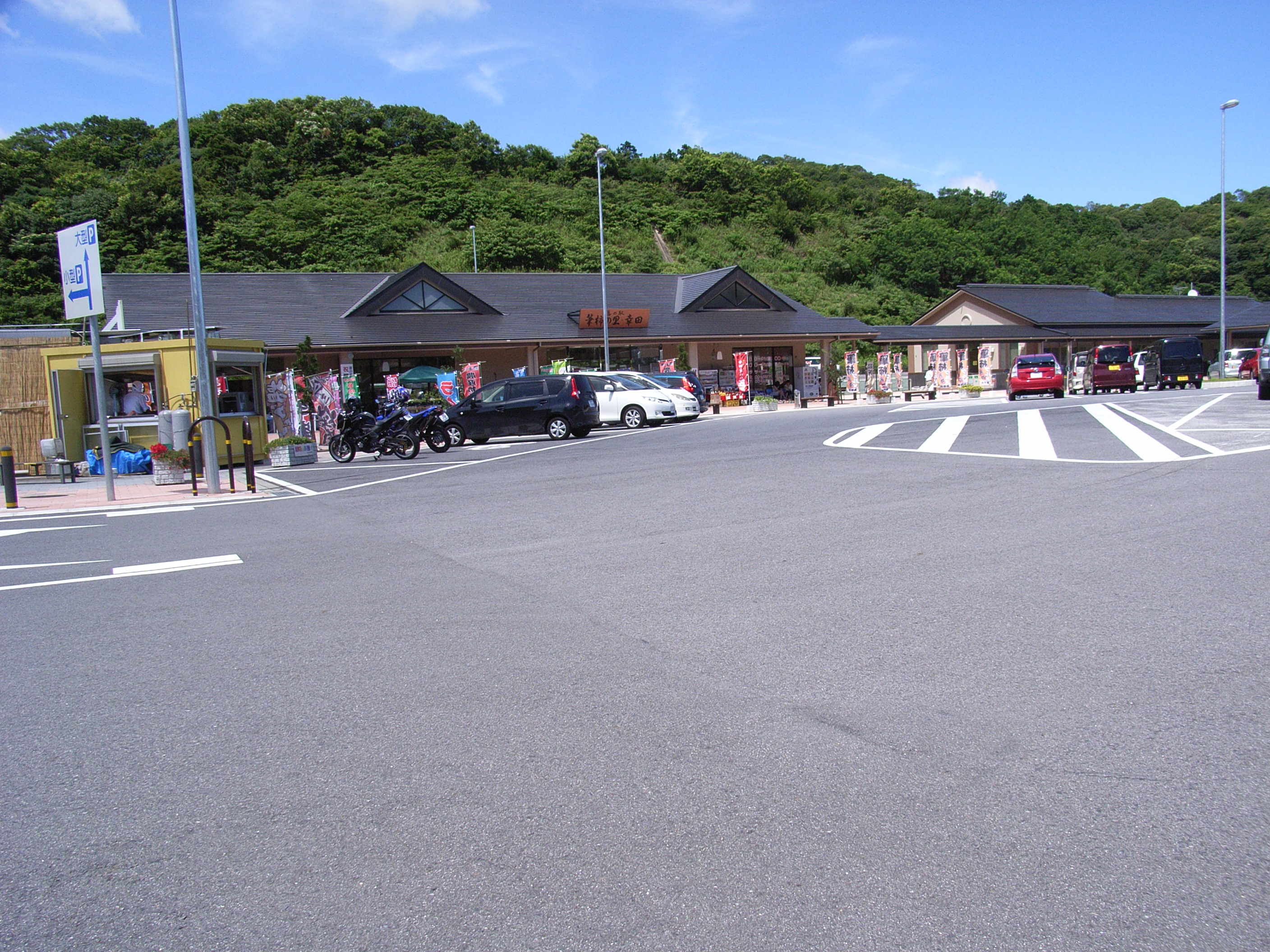
道の駅筆柿の里・幸田

### 鉄道
JR東海道本線が町を南北に縦断し、町内には3ヶ所の駅がある。幸田駅が町の中心駅となっており、一部の快速・新快速・特別快速列車が停車する。
東海道新幹線が東西に横切っており、蒲郡市との境に坂野坂トンネル（2,193メートル）、西尾市との境に永野トンネル、羽角トンネルがある。
東海旅客鉄道（JR東海）
- CA 東海道本線：（蒲郡市）- 三ケ根駅 - 幸田駅 - 相見駅 -（岡崎市）

### バス

#### 路線バス
幸田町営によるコミュニティバス「えこたんバス」が運行されており、無料で利用することができる。
コミュニティバス
- えこたんバス

#### 都市間バス
名鉄バスが、幸田駅・相見駅と岡崎駅前・東岡崎駅を結ぶ路線バスを運行していたが、2014年9月で廃止になった。このほか、ソニーグローバルマニュファクチャリング&オペレーションズ幸田サイトと岡崎駅前・東岡崎駅を結ぶ路線が朝夕に運行されていたが、同時期に廃止された。

### 道路
町の南北を4車線の国道248号が貫き、岡崎市、蒲郡市と繋がっている。また、地域高規格道路の国道23号（名豊道路）の整備が進められており、国道248号との交点にあたる幸田芦谷ICから西（名古屋・四日市方面）が2007年に岡崎バイパス、東（豊橋・浜松方面）が2014年に蒲郡バイパスとして暫定2車線で開通した。インターチェンジは幸田芦谷ICの他、幸田桐山IC、幸田須美ICの3ヶ所がある。

#### 国道
- 国道23号（岡崎バイパス、蒲郡バイパス）
- 国道248号

#### 県道
主要地方道
- 愛知県道41号西尾幸田線
- 愛知県道78号安城幸田線

一般県道
- 愛知県道292号幸田石井線
- 愛知県道320号幸田幡豆線
- 愛知県道322号深溝西浦線
- 愛知県道323号芦谷蒲郡線
- 愛知県道324号生平幸田線
- 愛知県道376号三ケ根停車場拾石線
- 愛知県道480号美合幸田線
- 愛知県道483号岡崎幸田線
- 愛知県道525号蒲郡環状線（三河湾スカイライン）

広域農道
- 幡岡線

### 道の駅
- 筆柿の里・幸田（国道23号 岡崎バイパス）

### ナンバープレート
ナンバープレートは「岡崎」ナンバーの交付地域。従来は「三河」ナンバーであったが、2006年10月10日より岡崎市とともにご当地ナンバー「岡崎」が導入された。

## 観光

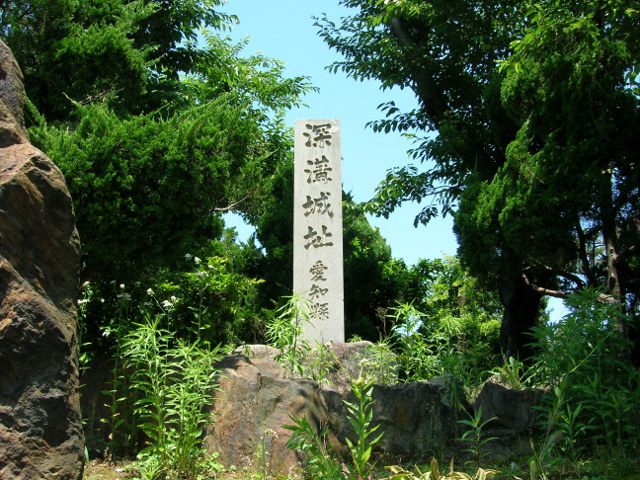
深溝城

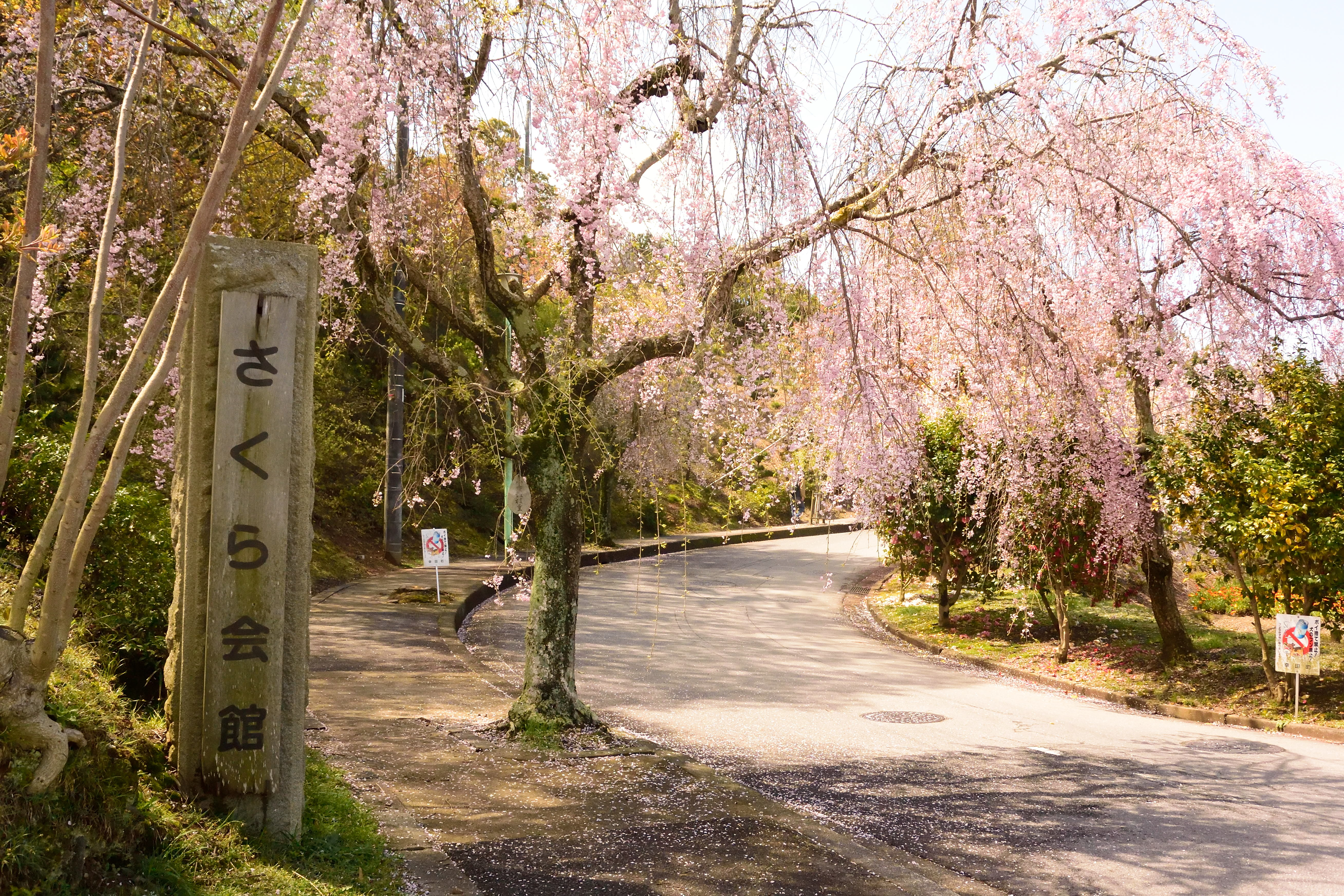
幸田文化広場

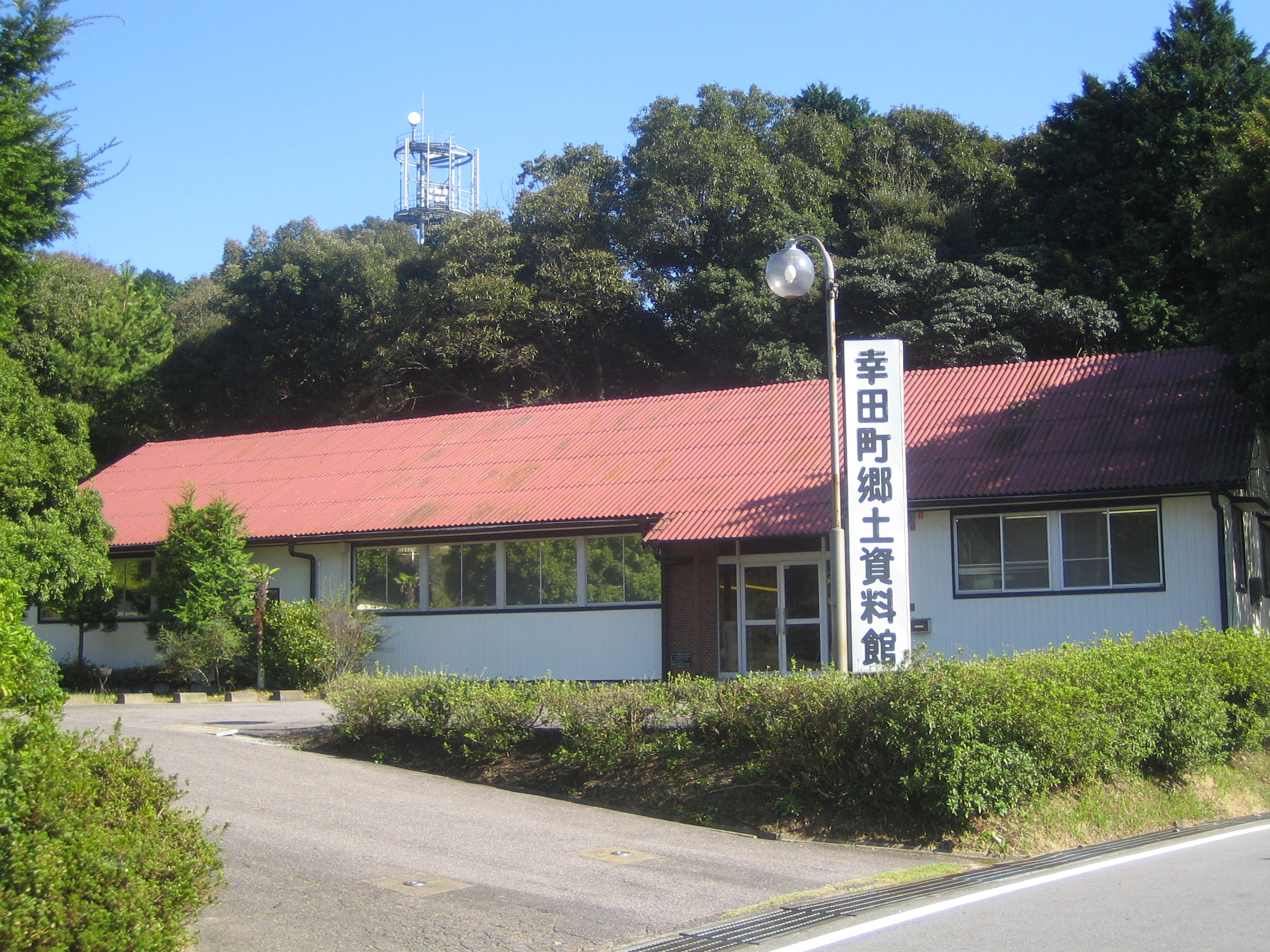
幸田町郷土資料館

### 名所・旧跡
城郭
- 大草城 - 三河西郷氏および大草（岡崎）松平家の居城。
- 深溝城 - 深溝松平氏の居城。

寺院
- 安国寺 - 室町時代（1339年）に足利尊氏及び直義が日本各地に建立した安国寺の一つ（三河国安国寺）。
- 円宗寺
- 岩松寺
- 西方寺- 松平氏2代松平泰親の長男教然が建立。
- 三光院
- 浄土寺
- 浄正楽寺 - 三河国岡崎城主歴代の西郷稠頼、頼嗣、松平光重、松平信貞の位牌あり。
- 長満寺
- 東覚寺
- 本光寺 - アジサイ寺として知られる。

神社
- 幸田神社
- 素盞嗚神社
- 永野神社
- 深溝神社
- 御祖神社 - 境内に防人の碑が建てられている。
- 中正神社 - 蒋介石を祀っている。

古墳
- 青塚古墳
- 丸山古墳

### 観光スポット
公園
- 幸田中央公園
- 幸田文化広場
- 永野公園
- 不動ヶ池公園

スポーツ施設
- 幸田サーキットYRP桐山
- とぼね運動場
- 深溝運動公園

その他
- 幸田町郷土資料館
- 深溝断層
- つばきの小径
- 三ヶ根山

## 文化・名物

### 祭事・催事
主な祭事･催事

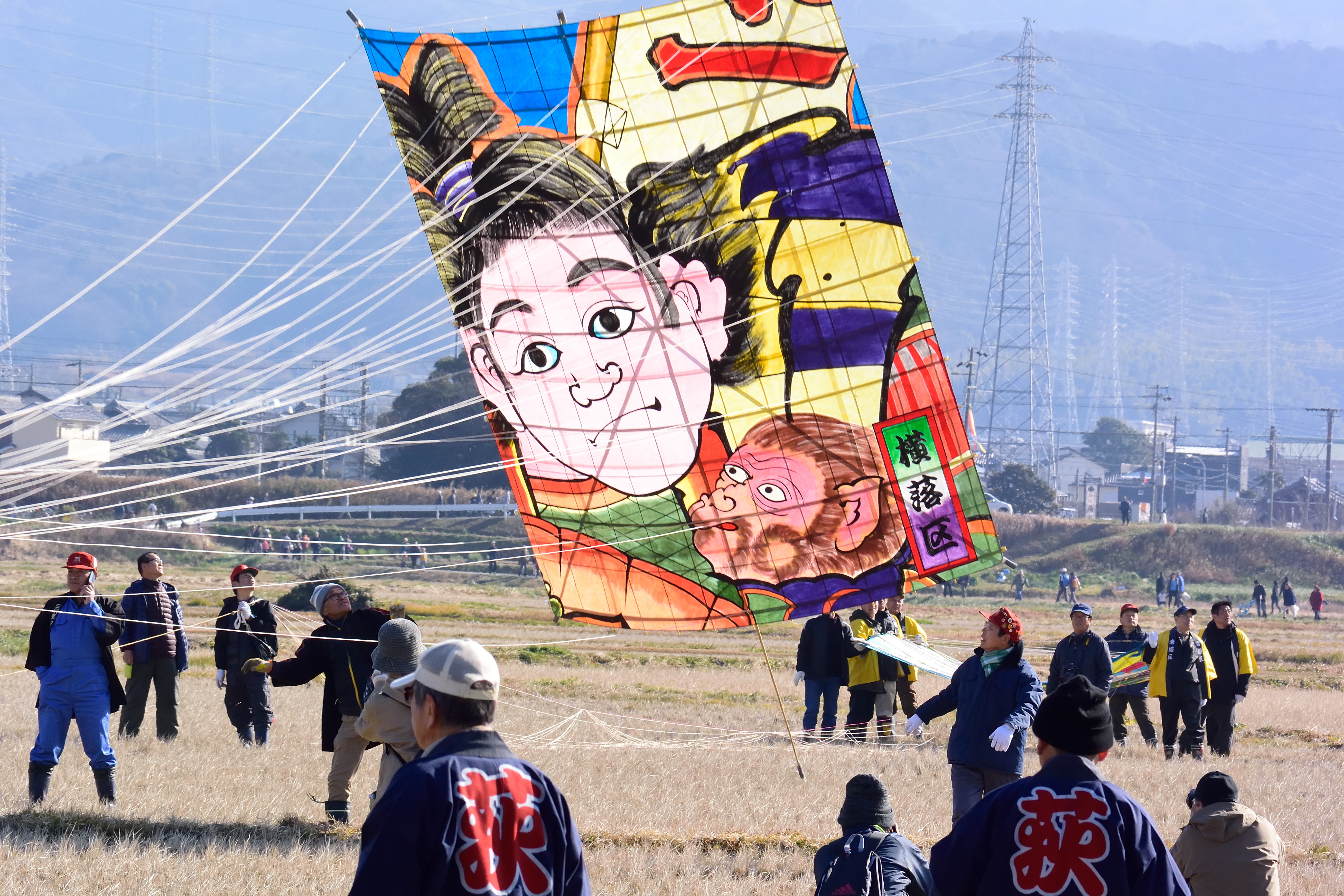
こうた凧揚げまつり

- 新春自由凧揚げ（旧名称：こうた凧揚げまつり）
- 彦左まつり
  - 徳川家康に仕えた天下のご意見番、戦国武将大久保忠教（彦左衛門）を幸田町ゆかりの人物として掲げ、毎年7月末に「彦左まつり」と呼ばれる歩行者天国の祭りを開催している。歩行者天国を町内6学区の小学生や町民、企業の社員らが大久保彦左衛門や一心太助に扮して練り歩く時代行列がメイン行事。子供彦左行列と大人彦左行列（町会・企業）がある。たらいに乗った彦左役と女性扮する一心太助役が人気。7月第4土曜日の涼しくなる夕方から行われる。
- こうた夏まつり
- 産業まつり

### 芸能
- 三河萬歳
- 最高のオバハン 中島ハルコ 第7・8話 (2021年5月22日・29日、フジテレビ/東海テレビ) - 幸田町を舞台にドラマが制作された。[61][62]

## 出身関連著名人

### 武将
- 松平家忠 - 戦国武将、深溝城城主、家忠日記で有名。
- 平岩親吉 - 戦国武将
- 夏目吉信 - 戦国武将

### 政治・行政
- 足立弥四郎 - 津島町長、半田市長
- 成瀬敦 - 第9代幸田町長[63]

### 教育・文化
- 小田忠市郎 - 東海中学校・高等学校地理教諭[64]
- 杉浦昌弘 - 名誉町民、植物学者、名古屋市立大学名誉教授（生まれは岡崎市）[65][66]

### 実業家
- 川口文夫 - 中部電力社長、中部経済連合会名誉会長、名誉町民[65]

### スポーツ
- 北川祐介 - バレーボール選手
- 26代木村庄之助 - 行司、名誉町民[65]
- 柴田亮輔 - プロ野球選手